# Bobby Fischer
Robert James Fischer kendt som Bobby Fischer (født 9. marts 1943 i Chicago, død 17. januar 2008 i Island) var amerikansk/islandsk skakspiller. 
Fischer lærte at spille skak som 6-årig og viste sig snart at have geniale evner. Fra han var otte til han blev 13 år udviklede han sig på helt egen hånd til en stærk spiller. Første gang verden hørte om amerikanernes nye stortalent var i 1956, da Bobby Fischer besejrede den kendte mester Donald Byrne. I 1957 vandt han det amerikanske mesterskab, og sejren gav adgang til interzoneturneringen året efter i Portoroz, hvor han blev nr. 5 og sensationelt kvalificerede sig til kandidatturneringen. Han blev udnævnt til verdens yngste stormester. Bobby Fischer var VM-kandidat som femten årig.
Den 1. september 1972 vandt Bobby Fischer verdensmesterskabet i skak i Reykjavik mod Boris Spasskij i et dramatisk opgør. Det var første gang, en amerikaner vandt denne titel. I 1975 nægtede han at gå ind på verdensskakforbundet FIDEs betingelser for VM-matchen mod Anatolij Karpov og blev erklæret for taber uden kamp. Han havde på det tidspunkt ikke spillet offentligt siden matchen mod Spasskij.
I 1992 forlod Fischer kortvarigt sit skak-otium, da han stillede op til en revanche-match mod Spasskij over 30 partier i Jugoslavien. Det amerikanske justitsministerium havde advaret Fischer om, at han risikerede op til 10 års fængsel, hvis han spillede i Jugoslavien, der på dette tidspunkt var underlagt en international handelsembargo. På det indledende pressemøde viste Fischer brevet fra Justitsministeriet frem og spyttede på det som svar til de jugoslaviske værter. Fischer vandt matchen klart og viste i glimt, at han stadig var en gudbenådet skakspiller på trods af 20 års fravær fra spillet. 
Den stadig mere excentriske Fischer udviklede gennem årene et intenst had til især skakverdenen, jøder og USA, der i hans få interviews kom til udtryk i stærkt paranoide konspirationsteorier, bl.a. med påstande om at VM-matcherne mellem Garri Kasparov og Anatolij Karpov var aftalt spil. Videre benægtede han holocaust, selv om hans mor var jøde, og omtalte angrebet på World Trade Center i september 2001 som gode nyheder. 
I juli 2004 blev Fischer arresteret i Tokyos Narita lufthavn på begæring af de amerikanske myndigheder, der ville retsforfølge ham i USA for overtrædelse af handelsembargoen mod Jugoslavien i 1992. I marts 2005 tilkendte det islandske parlament imidlertid Fischer et islandsk statsborgerskab i taknemmelighed over, at han i 1972 satte øen på verdenskortet. Den 24. marts 2005 landede han igen i Reykjavik, hvor han boede til sin død. Fischer spillede på det sidste ikke længere almindelig skak, men udelukkende Fischer Random skak.
Han er begravet på kirkegården i Selfoss i den sydlige islandske region Suðurland.
I 2014 blev filmen Pawn Sacrifice lavet, som handler om Bobbys liv, med Tobey Maguire som Bobby Fischer.

## Reference
1. ↑  Skakgeniet Bobby Fischer død (Webside ikke længere tilgængelig)
2. ↑  https://www.imdb.com/title/tt1596345/

 Der er for få eller ingen kildehenvisninger i denne artikel, hvilket er et problem. Du kan hjælpe ved at angive troværdige kilder til de påstande, som fremføres i artiklen.